# محمد رضا مردم بك
محمّد رضا مردم بك (1881-1963)، من أعيان مدينة دمشق، صاحب جريدة الزمان وأحد مؤسسي جريدة المقتبس مع محمّد كرد علي. وهو والد تميمة مردم بك زوجة رئيس وزراء لبنان صائب سلام وجد نجله الرئيس تمام سلام.

## البداية
ولِد محمّد رضا مردم بك في دمشق لأُسرة عريقة من آل مردم بك، وبدأ حياته السّياسية عضواً في مجلس دمشق البلدي في زمن السلطان عبد الحميد الثاني. في عام 1908، شارك مجموعة من الشباب العرب في تأسيس جمعية النهضة العربية المعارضة لحكم جمعية الاتحاد والترقي في إسطنبول وانتخب رئيساً لها. ضمت الجمعية السرية بين صفوفها كل من لطفي الحفار، الذي أصبح رئيساً لوزراء سورية عام 1939) وزكي الخطيب، الذي تولى مناصب وزارية في الأربعينيات. تعرض مردم بك للاعتقال في زمن جمال باشا، الحاكم العسكري لمدينة دمشق، ولكنه نجى من الإعدام بسبب صغر سنه. وفي نفس العام، تعاون مع محمّد كرد علي على تأسيس جريدة المقتبس التي صدر العدد الأول منها يوم 17 كانون الأول 1908.

## في عهد الملك فيصل الأول
بايع محمّد رضا مردم بك الأمير فيصل بن الحسين حاكماً عربياً على مدينة دمشق عشية تحريرها من الحكم العثماني، وانتسب إلى الجمعية العربية الفتاة التي كانت تعمل في السر للإطاحة بالحكم العثماني خلال سنوات الحرب العالمية الأولى. عمل في صفوف الفتاة على ترسيخ الحكم الجديد في دمشق وشارك في تتويج الأمير فيصل ملكاً على سورية يوم 8 أذار 1920. وبعد سقوط العهد وخلع فيصل عن عرش الشام، قام مردم بك بتهريب رئيس الوزراء علي رضا الركابي إلى مدينة عمّان على ظهور الخيل، بعد صدور قرار إعتقال بحقه من قبل حكومة الانتداب الفرنسي في سورية.

## العمل في الصحافة مجدداً
في مطلع العام 1925، عاد محمّد رضا مردم بك للعمل الصحفي مستفيداً من تجربته في جريدة المقتبس وأسس جريدة سياسية وإجتماعية يومية أطلق عليها اسم «الزمان». صدر العدد الأول منها يوم 25 شباط 1925 وعُهد إلى الصحفي إلياس جبرائيل نقاش برئاسة تحريرها. صدرت الجريدة باربع صفحات من القطع الكبير ولكنها لم تدم طويلاً وتوقفت بعد العدد 19 بسبب إندلاع الثورة السورية الكبرى، ومناصرة مردم بك لقائد تلك الثورة، سلطان باشا الأطرش.

## تأسيس حزب الوحدة
وفي نفس العام، قام محمّد رضا مردم بك بتأسيس حزب سياسي، يدعى «حزب الوحدة» ولكنه لم يدوم طويلاً بسبب ملاحقة سلطة الإنتداب لأعضائه، نظراً لموقفهم المعارض لأطماع فرنسا في الشرق الأوسط. دعى الحزب إلى توحيد سورية بحدودها الطبيعية، بما في ذلك الأردن وفلسطين ولبنان، وطالب بإنضمام سورية إلى عصبة الأمم وبتحقيق استقلالها التام عن أي هيمنة أوروبية، فرنسية كانت أم بريطانية.

## نشاطه في الماسونية
انتسب محمّد رضا مردم بك إلى العشيرة الماسونية يوم 4 كانون الثاني 1922وكان أحد مؤسسي محفل قاسيون التابع للشرق الأعظم الفرنسي الذي اتخذ من الطابق العلوي من مصرف سورية ولبنان مقراً لأعماله وسط دمشق. ضم المحفل عدداً من الأعيان كان من بينهم رئيس الوزراء الأسبق جميل الإلشي وعميد كلية الطب الدكتور رضا سعيد.